# 陈祯禄
敦拿督陳禎祿爵士，KBE（1883年4月5日—1960年12月13日），馬來亞華人公會的創始人及第一任總會長、成功的商人及政治家，致力于为海外华人争取权益，同时力促民族和谐与平等，并积极参与马来亚自治及独立运动。

## 家庭背景
陳禎祿的祖先是來自中國福建漳州的陳夏觀。自1771～1775年間起已居住在馬六甲，從事往來望加錫以及馬六甲之間的生意，之後他便娶了馬六甲華人李採娘（譯名）。直至今日，她的照片仍然在荷蘭街（現在的敦陳禎祿街）的故居祖先廳堂的家中。
陳禎祿的祖父陳春木（譯名）出生於馬六甲，從事甘蜜與锡米生意。陳春木也創立了首家航行全馬來亞港口的蒸汽船公司。1884年，此船務公司與中國一家船務公司合併。 1890年，一位歐洲人Bogaart邀請他一起成立“實得力輪船公司”（Straits Steamship Co. Ltd.）。

## 早期生活
1883年4月5日，陳禎祿在馬六甲峇峇家庭出世，為陳恭安之子。陳禎祿在馬六甲就讀於馬六甲高等中學，之後以優秀的成績贏的“陳德源獎學金”。之後到新加坡萊佛士學院深造，並考獲高級劍橋文憑。由於父親當時還無法承繼祖父的遺產，加上兩名哥哥逝世，他就承擔起養家的責任而放弃到英國讀法律。
1902年起，陳禎祿便在萊佛士學院當6年的校長。1908年陳禎祿離開新加坡回到馬六甲，投身於橡膠工業。
1909年，他擔任自己位於武吉加影與阿逸摩立的橡膠園經理。1912年至1935年，他在打理橡膠園立下大功勞，最後他便被推選為這些橡膠園的董事局主席。

## 政治之路
陳禎祿在1916年受委為馬六甲鄉村局委員。
早在1922年被任命为海峡殖民地立法议员时开始，陈祯禄便致力于为海外华人的争取平等权益，并多次对殖民地政府歧视华人的政策表达抗议。
1926年，陳禎祿在立法委員任內提出前瞻性的政治理想──要使馬來亞獲得自治權。
1931年時，英殖民統治者強硬推行「親巫政策」時，他強烈抗議反對「優待一族，歧視他族」政策，並主張在人民之間培養與創設純粹的馬來亞精神和意識，以逐漸把種族性的觀念消除。
1932年12月23日，他發表一份呈給英殖民部的備忘錄，刊登在當時的《英文海峽時報》，指出英殖民政府歧視華人的政策，使永久定居本邦，以本邦為家鄉的華人，對自己在馬來亞的安全，將來及子孫的前途，感覺嚴重不安與憂懼，並指出歧視華人的政策將在巫人與華人（也包括印度人）之間，造成明顯的裂痕，歷久之後更可能擴大為兩者之間的互相猜疑、仇視。他更以立法委員的身份在議會上慷慨陳辭，要求增加亞籍人士的非官方議員席位；他為馬六甲河沿岸的貧窮馬來漁民請命，籲請殖民政府改善他們的生活環境。此外，他極力促請英政府准許非英籍民加入馬來亞民事服務，華人婚俗合法化；提倡民選制度並建議執行議會延攬亞籍人等。
1933年，擔任海峽殖民地執法委員。
二战时，陈祯禄避难于印度，在1945年日軍投降前，他創立「海外華人協會」（Overseas Chinese Association），並擔任主席，他寫信給當時的殖民地大臣，說明從印度回馬後將成立一個華人協會，以「爭取馬來亞華人的利益」。
陳禎祿在戰後返回馬來亞，通過馬來亞華人商聯會，召集全馬代表大會，討論馬來亞華人前途的問題，第一次會議是在1947年新加坡中華總商會召開。1948年，正值馬共拿起武器走入森林之際，也正是英政府宣佈施行緊急法令的風雨之時，「馬來亞華人公會」於翌年的1949年2月27日，即緊急法令實施8個月後成立。他出任第一任總會長，並主張開放黨籍，讓所有有意在馬來亞定居的華人申請加入馬華公會。他反對英殖民政府要驅趕50萬華人出境的無禮舉動，說服英政府撤消建議，及主動協助在緊急法令下受苦的華人。隨後，陳禎祿帶領馬華公會與友族共同爭取獨立，並在獨立那一年內成功爭取让超過100萬華人成為馬來亞公民。
1953年8月23日召開的馬來亞國民大會上，陳禎祿和巫統領袖東姑阿都拉曼出任聯合主席，在這次大會上他倡導“馬來亞最實際的政治，絕不是一個種族支配另一個種族，那是‘分而治之’的謬論，生活在同一個國家的不同民族，彼此親善與充分聯繫，相互視為同胞，將能產生一種真正的馬來亞國家意識”。
1954年，聯盟代表團赴英談判，要求獨立，卻失敗。較後，聯盟通過各級華巫議員辭職抗議，發動示威。
1956年，以東姑阿都拉曼為首的代表團在倫敦談判成功，簽署獨立協議書。1957年8月31日，馬來亞獨立。

## 從商之路
陳禎祿曾擔任華僑銀行、森那美、合發、實業信託（Estate & Trust Agencies）等多家企業的董事長。

## 教育領域
1918年，陳禎祿曾效力於英華學院理事會。

## 殊榮
- 1912年受封為太平局紳。
- 1933年獲英皇喬治五世封賜"司令勳章"勛銜[3]。
- 1937年代表海峽殖民地出席英國喬治六世登基典禮[3][8]。
- 1949年9月16日榮獲柔佛D.P.M.J拿督勛銜[3][9]。
- 1952年獲英皇喬治六世封賜"爵級司令勳章",带有“爵士”勛銜[3][10]。
- 1958年獲馬來亞最高元首封"S.M.N.敦"勛銜[4][11]。

## 逝世
1960年12月13日，陳禎祿心臟病分猝發逝世於馬六甲大醫院，享年77歲。政府于12月19日在马六甲为他举行国葬仪式，表彰其为开国元勋的贡献。

## 评价
陈祯禄去世后，首相东姑阿都拉曼在1960年12月21日于国会下议院发表悼词时，如此评价陈祯禄：
|                | 如果没有敦陈当时给我那种巨大的支持，我必须承认，我所领导的争取独立的使命，将无法完成，或者须付出流血和不安的代价… 无论从任何角度看，敦陈祯禄是一个杰出的人，他是一个饱学之士，一个成功的商人，一个能干的政治家，一个献身社会人群的人，同时他也是一个卓越的爱国主义者。 |
| ——东姑阿都拉曼 | |

|                | 他是马来西亚华人思想的明灯，指引马来西亚华人迈向美好的未来，指引各民族前进的光明大道。 |
| ——东姑阿都拉曼 |                                                                                        |

|                                | 他是马来西亚历史上第一位鼓吹与发扬种族和谐与合作，以建立一个马来亚人的马来亚独立国的先驱者。 |
| ——马来西亚第二任首相敦阿都拉萨 |                                                                                              |